# Washington Lafayette Elliott
Washington Lafayette Elliott (né le 31 mars 1825 à Carlisle, État de Pennsylvanie, et décédé le 29 juin 1888 à San Francisco, État de Californie) est un Major général de l'Union. Il est enterré à San Francisco, État de Californie.

## Avant la guerre
Washington Lafayette Elliott est le fils du captain de l'U.S. Navy Jesse D. Elliot. Il étudie à l'université de Dickinson puis suit la scolarité à l'académie militaire de West Point entre le 1er juillet 1841 et le 30 juin 1844 sans être breveté second lieutenant. Il étudie alors la médecine mais abandonne en 1846.
Il est nommé second lieutenant dans le mounted rifle le 27 mai 1846. Il est promu premier lieutenant le 20 juillet 1847. Il participe à la guerre américano-mexicaine où il participe à la bataille de Veracruz. Après le conflit, il est affecté au Nouveau-Mexique où il fait du recrutement.
Il est promu capitaine le 20 juillet 1854.

## Guerre de Sécession
Au début du conflit, Washington Lafayette Elliott est affecté au 3rd U.S. cavalry le 3 août 1861. Il sert sous le commandement du général Nathaniel Lyon et participe à la bataille de Wilson's Creek,.
Il est promu major dans le 1st U.S. cavalry le 5 novembre 1861. Il est promu colonel du 2nd Iowa Cavalry le 14 septembre 1861 dans l'armée du Mississippi commandée par le général Pope. Il participe à des actions lors de la bataille d'Island Number Ten entre le 3 et 14 mars 1862. Il commande une brigade de l'armée du Tennessee et se distingue lors d'un raid  sur le Mississippi. Il est fait lieutenant-colonel le 7 avril 1862 pour bravoure et service méritant lors de la capture de l'île No 10 sur le Mississippi. Il est fait colonel le 30 mai 1862 pour les mêmes motifs lors du raid sur le Mississippi et l'Ohio et lors du siège de Corinth. Il est nommé brigadier général des volontaires le 11 juin 1862. Il est blessé lors de la seconde bataille de Bull Run. Après avoir récupéré de sa blessure, il commande brièvement le département du nord-ouest avant de prendre le commandement d'une brigade du département du milieu. Il commande une division dans l'armée du Potomac (3rd division du III corps) à compter de février 1863 . Il participe aux batailles de Chancellorsville et de Gettysburg. Il commande la 1st division de cavalerie de l'armée du Cumberland pendant la campagne pour prendre Knoxville,. Pendant la campagne d'Atlanta, il commande toute la cavalerie de l'armée du Cumberland.
Il participe à la marche sur Atlanta et combat lors de la bataille de Nashville.
Le 13 mars 1865, il est promu brigadier général pour bravoure et service méritant lors de la bataille de Nashville et major général pour bravoure et service méritant sur le champ de bataille pendant la guerre, ainsi de major général des volontaires pour les mêmes motifs lors des combats devant Nashville.

## Après la guerre
Washington Lafayette Elliott quitte le service actif des volontaires le 1er mars 1866 et retourne dans l'armée régulière où il sert dans les territoires de l'ouest en Oregon et en Californie. Il est promu lieutenant-colonel le 31 août 1866 dans le 1st U.S. cavalry. Il est promu colonel dans le 3rd U.S. cavalry le 4 avril 1878. Il part en retraite le 20 mars 1879. Il devient alors banquier.